# Jonas Basanavičius
Jonas Basanavičius ( pronunțare (ajutor·info), în poloneză Jan Basanowicz; n. 23 noiembrie 1851 în Ožkabaliai - d. 16 februarie 1927 în Vilnius) a fost un activist, fondator al primului ziar în limba lituaniană, Aušra, precum și semnatar al Declarației de Independență a Lituaniei.